# Вакуумный поезд
Вакуумный поезд или Vactrain — Предложенный в 1909 году, но пока не реализованный высокоскоростной вид транспорта. Этот способ перемещения предполагает движение с помощью магнитной левитации внутри труб в вакууме или сильно разрежённом воздухе. Отсутствие воздушного сопротивления и трения позволит двигаться с огромными скоростями (предположительно 6400—8000 км/ч — то есть в 5—6 раз быстрее звука в воздухе) и очень дёшево.

## Описание

### Принцип работы
Работает на основе магнитной подушки и вакуумного уменьшения сопротивления воздуха.

### Преимущества
- Из-за отсутствия сопротивления воздуха и трения могут быть достижимы очень высокие скорости, выше, чем у любого другого наземного вида транспорта
- Отсутствие износа труб и вагонов по причине отсутствия контакта с ними
- Потенциально низкая стоимость поездки
- Полностью автоматическая маршрутизация
- Может быть совмещён с гравитационным поездом.

### Недостатки
- Высокая стоимость инфраструктуры
- Помехи от сильного магнитного поля на чувствительные устройства, например кардиостимуляторы и магнитные диски
- Гарантированный смертельный исход для пассажиров при разгерметизации на любом расстоянии поезда от места повреждения. В данном случае возникает имплозия, ударная волна которой может разрушить поезд и вызовет разрывы внутренних органов от резкого перепада давления.

## Попытки реализации

### Предыстория
Идея перемещения предметов в трубе или тоннеле с разреженным воздухом имеет длительную практику осуществления в виде пневмотранспорта. Первое письменное сообщение было доставлено по трубе в 1792 году в соборе Святого Стефана в Вене. В 1916 году общемировая протяжённость труб пневмопочты составляла примерно 1 000 км, из которых более 400 км располагались во Франции. В настоящее время линии пневматической почты используются в госпитале Шарите в Берлине и Российской государственной библиотеке в Москве.
Идея поезда, движущегося в тоннеле с разреженным воздухом, впервые была запатентована в 1835 году Генри Пинкусом (англ. Henry Pinkus). Тогда же он построил экспериментальную линию пневматической железной дороги вдоль Кенсингтонского канала в Лондоне. Первую действующую линию открыли в 1840 году Сэмюел Клегг и Джозеф Самуда, она функционировала как часть дороги Birmingham, Bristol & Thames Junction Railway. Самуда посвятил этой дороге книгу «A Treatise on the Adaptation of Atmospheric Pressure to the Purposes of Locomotion on Railways» (1841 год). Beach Pneumatic Transit, первая линия метрополитена в Нью-Йорке, также представляла собой пневмопоезд; в 1960-е годы она натолкнула изобретателя Лоуренса Эдвардса на идею гравитационно-вакуумного транзита.

### История
Впервые идея вакуумного поезда была публично высказана в 1909 году в заметке, вышедшей в журнале «Scientific American» со ссылкой на неназванного  читателя. Читатель предложил организовать движение автомобилей в вакуумной трубе на основе магнитной левитации. По его расчётам, путь от Нью-Йорка до Филадельфии (136 км) занял бы в таком случае 6 мин 44 с, а расстояние от Нью-Йорка до Бостона (305 км) могло быть преодолено за 10 мин 4 с. Впоследствии неназванный читатель стал известен как американский пионер космонавтики Роберт Годдард (англ. Robert Goddard). После смерти изобретателя в 1945 году в его бумагах были найдены прототипы вакуумного поезда, движущегося со средней скоростью 1 000 миль в час (1 600 км/ч). Тогда же вдова изобретателя Эстер Кристин Годдард подала заявки на получение патентов US 2511979 A «Vacuum tube transportation system» и US 2488287 A «Apparatus for vacuum tube transportation».

Первые в мире опыты с перемещением тела в вакуумной трубе за счёт электромагнитного поля поставил в 1911—1913 годах в Томском технологическом институте российский профессор Борис Вейнберг. По его замыслу, капсула (сигарообразный цилиндр длиной около 2,5 м и высотой 0,9 м) внутри трубы должна была разгоняться на станции отправления соленоидом, выполняющим в этом случае роль электромагнитной пушки, а на станции назначения соленоидом же тормозиться. Вейнберг предполагал, что капсула сможет развивать скорость до 800—1 000 км/ч. Весной 1914 года профессор сообщил о своих достижениях в лекции на тему «Движение без трения», прочитанной в Петербурге. Лекция получила известность благодаря упоминанию в «Занимательной физике» Я. И. Перельмана. 
Не могу забыть того ошеломляющего впечатления, которое произвёл на холодную петербургскую публику этот смелый и оригинальный проект, когда изобретатель в блестящей лекции нарисовал перед слушателями картину будущей борьбы с пространствомЯков Перельман
 Продолжению опытов Вейнберга помешала Первая мировая война: медь, из которой была сделана труба, потребовалась для военных нужд, и установка была разобрана. После упоминания в 1917 году о своих опытах на инженерной секции Американской ассоциации содействия развитию науки профессор получил заказ на написание статьи для журнала «Popular Science». Также короткая статья о поезде Вейнберга вышла в мартовском номере 1917 года американского журнала Electrical Experimenter. Впоследствии, поняв, что реализация вакуумного поезда в текущих условиях проблематична, учёный сменил сферу научных интересов.
В 1934 году немецкий инженер Герман Кемпер (нем. Hermann Kemper) подал заявку на получение патента DE 643316 C «Schwebebahn mit raederlosen Fahrzeugen, die an eisernen Fahrschienen mittels magnetischer Felder schwebend entlang gefuehrt werden» на систему, напоминающую решение Вейнберга — металлический закрытый снаряд, перемещавшийся в трубе. В 1939—1943 годах в нацистской Германии шла работа над созданием такого поезда, однако из-за Второй мировой войны идея не была доведена до конца.
В 1969 году декан факультета науки и техники Университета Мэйдзё из Нагои Кюнодзё Одзава (яп. 小沢 久之丞 Одзава Кю:нодзё:)  поместил в вакуумный тоннель реактивный поезд, развивший скорость 2 300 км/ч. Длина поезда составляла 220 м, диаметр 5 м. В следующем году Одзава возил на этом поезде подопытных животных.

### Современность
Китай подготавливает к осуществлению проект рельсового поезда в подземном тоннеле с пониженным давлением воздуха. Проект предполагается реализовать к 2020 году. Предположительно, поезд будет способен развивать скорость около 1000 км/ч. Стоимость одного километра такой подземной дороги оценивается в 2,9 миллиона долларов.
Планы строительства подводного Трансатлантического тоннеля для сверхзвуковых поездов на магнитной подушке вынашивает один из проектировщиков Евротоннеля американский изобретатель Фрэнк Дэвидсон (англ. Frank Davidson). Он поставил эксперимент, в ходе которого шарик для пинг-понга разогнался в 300-метровой пластиковой трубе до скорости 1 200 км/ч.
Летом 2013 года американский предприниматель Илон Маск представил проект транспортной системы Hyperloop, представляющей собой поезд на воздушной подушке, движущийся в условиях форвакуума. В начале 2015 года были объявлены планы строительства первой 8-километровой трассы в экологическом городе Quay Valley, возведение которого должно начаться в 2016 году в округе Кингс штата Калифорния.
В октябре 2013 года финская компания Astronomic представила вариант строительства подводного тоннеля между Хельсинки и Таллином, в котором курсировал бы вакуумный поезд «Sonicloop» со скоростью 1 600 километров в час.
В России 30 октября 2015 года состоялось заседание Объединенного ученого совета ОАО «РЖД», посвященное вопросу применения вакуумной среды для создания скоростных железнодорожных систем.
По итогам заседания было принято решение об организации рабочей группы по вопросу применения вакуумной среды для создания скоростных транспортных систем. В марте 2016 года Объединенный ученый совет ОАО «РЖД» рекомендовал рассмотреть целесообразность использования существующих в ОАО «Научно-исследовательский институт им.С.А. Векшинского» производственных площадей для размещения научно-технического центра по организации испытаний.

### Рекомендуемая литература
- Дзензерский В. А. и др. Проекты магнитолевитирующих поездов нового поколения // Высокоскоростной магнитный транспорт с электродинамической левитацией. — Киев: Наукова думка, 2001. — С. 409—417. — 479 с. — 1000 экз. — ISBN 966-00-0720-5.
- Попов Л. Китайцы решили построить первый вакуумный поезд. Membrana.ru (27 марта 2012). Дата обращения: 20 августа 2014.
- Форгач Р. Л. Скоростной вакуумный трубопроводный транспорт — конкурент реактивной авиации // Наземный транспорт 80-х годов = Ground Transportation for the Eighties / Под ред. Р. Д. Торнтона. — М.: Мир, 1974. — С. 121—137. — 183 с. — (Наука для техники. Современная радиоэлектроника).
- Barak S. NYC to London on a 4,000 mph vacuum train (англ.). EE Times (16 июля 2012). Дата обращения: 5 мая 2015.
- Lee H.-W. и др. Analysis of the Magnetic Effect on the Tube Infrastructure for a Super Speed Tube Train (англ.) // International Journal of Railway : журнал. — Сеул: Pai Chai University, 2009. — Vol. 2, no. 4. — P. 170—174. — ISSN 1976-9067.
- Neff T. Who Needs Hyperloop? This Guy Is Building Something Bigger (англ.) // Mashable : Интернет-издание. — Нью-Йорк, 25 августа 2013.
- O'Callighan, Jonathan (7 мая 2014). The future of train travel is the SUPER-MAGLEV, says China (англ.). Mail Online. Дата обращения: 30 марта 2015.
- Salter R.. The Very High Speed Transit System (англ.). RAND (1972). Дата обращения: 27 сентября 2014.
- Salter R.. Trans-Planetary Subway Systems. A Burgeoning Capability (англ.). RAND (1978). Дата обращения: 27 сентября 2014.
- Sirohiwala A. и др. Feasibility and Economic Aspects of Vactrains / Project advisor prof O. Pavlov. — Вустер (Массачусетс): Worcester Polytechnic Institute, 2007. — 75 p.
- Suppes G. A Perspective on Maglev Transit and Introduction of the PRT Maglev (англ.) // Transportation Research Record : журнал. — Вашингтон (округ Колумбия): Transportation Research Board, 1995. — No. 1496. — P. 103—111.